# Bactrocera tapervitta
Bactrocera tapervitta är en tvåvingeart som beskrevs av Mahmood 1999. Bactrocera tapervitta ingår i släktet Bactrocera och familjen borrflugor.
Artens utbredningsområde är Filippinerna. Inga underarter finns listade.